# Ichneumon longulus
Ichneumon longulus là một loài tò vò trong họ Ichneumonidae.